# Счастливский сельский совет (Ореховский район)
Счастливский сельский совет (укр. Щасливська сільська рада) — входит в состав
Ореховского района
Запорожской области
Украины.
Административный центр сельского совета находится в 
с. Счастливое.

## История
- 1965 — дата образования.

## Населённые пункты совета
- с. Счастливое
- пос. Калиновка
- с. Новомихайловка
- с. Трудолюбовка